# Andries Copier
Andries Dirk Copier (Leerdam, 11 januari 1901 – Wassenaar, 19 december 1991) was een Nederlands ontwerper, edelsmid, boekbandontwerper en keramist en is bij het brede publiek vooral bekend gebleven als glaskunstenaar en vormgever.

## Levensloop
Copier werd geboren als oudste in een gezin van tien kinderen. Hij was van 1914 tot 1971 verbonden aan glasfabriek Leerdam. Hiermee was hij gedurende decennia de enige ontwerper in vaste dienst bij de fabriek. Hij begon er als assistent-werkman op de etsafdeling, waarover zijn vader Gijsbert Copier de leiding had. Copier kon goed tekenen en volgde een cursus schilderen bij vereniging 'De Middenstand' te Leerdam (van 1915 tot 1918). P.M. Cochius, die van 1912 tot 1933 directeur van glasfabriek Leerdam was, merkte zijn artistieke talent op en liet hem in de jaren 1918 en 1919 op kosten van de fabriek studeren aan de Vakschool voor de Typografie in Utrecht. Op die manier werd Copier breder inzetbaar in de fabriek. In de periode van 1920 tot 1925 studeerde hij (na werktijd) aan de Academie van Beeldende Kunsten en technische wetenschappen in Rotterdam, waar hij voornamelijk les kreeg van vormgever Jacob Jongert.
Op 27 mei 1927 trouwde Copier met Theodora Catharina Matthijsen (1899-1976). Uit dit huwelijk werden vier zoons en één dochter geboren. Van 1938 tot 1951 woonde hij met zijn gezin in Amersfoort. Daarna bewoonden ze tot 1976 een door Gerrit Rietveld ontworpen huis in Bosch en Duin. Gedurende de Tweede Wereldoorlog was Copier actief in de verzetsbeweging.

## Ontwerpen
Een kleine selectie:
- De serviezen Smeerwortel (1923), Romanda (1924) en Peer (1927).
- De kristallen siervoorwerpen Unica® en Serica®.
- Het Gildeservies, en met name het Gildeglas, is een ontwerp van hem uit 1930, uitgevoerd in glas, dat door wijnliefhebbers nog steeds gewaardeerd wordt en nog in productie is.

## Onderscheidingen
- Erelidmaatschap van de American Glass Art Society (1985)
- Erepenning van verdienste van de Gemeente Leerdam (1985)
- David Röell Prijs (1987)
- Eremedaille voor kunst en wetenschap in de Huisorde van Oranje (1990)